# Масюк Олена Василівна
Масю́к Оле́на Васи́лівна (рос. Масюк Елена Васильевна; нар. 24 січня 1966, Алмати, Казахська РСР) — російська журналістка і телеведуча. Член Спілки журналістів Росії, Академії російського телебачення, Міжнародної Академії телебачення і радіо, Громадської спостережної комісії (ОНК) Москви щодо здійснення громадського контролю за забезпеченням прав людини в місцях примусового утримання.

## Життєпис
Народилася Олена 24 січня 1966 року в Алмати. У 1993 році закінчила телевізійне відділення факультету журналістики МДУ. У 1995 році стажувалася в університеті Дюка (США) і на CNN.

### 1988—2000
З 1988 по 1992 рік працювала в програмі «Взгляд» і в відеододатку до газети «Совершенно секретно». З жовтня 1993 по травень 2000 року працювала на телеканалі НТВ — спочатку в програмі «Намедни», потім як спеціальний кореспондент телекомпанії. Готувала репортажі для інформаційних програм «Сегодня», «Итоги», а також була постійним автором рубрики «Профессия — репортер». Стала широко відома своїми репортажами з районів бойових дій — Афганістану, Косова, Таджикистану, Чечні.
Влітку 1995 року Масюк вдалося взяти на території Чечні інтерв'ю в Шаміля Басаєва, який, за запевненнями федеральної влади, перебував тоді за межами Росії. Після цього інтерв'ю Прокуратура Російської Федерації завела справи на телеканал НТВ і на саму Масюк.
10 травня 1997 року Олена Масюк була викрадена в Чечні разом з оператором Іллею Мордюковим і звукооператором Дмитром Ольчевим. Через місяць у Чечні викрали журналістів телепрограми «Взгляд» Владислава Черняєва та Ільяса Богатирьова, які приїхали в республіку знімати фільм «Торговля людьми». Усіх п'ятьох визволено 17 серпня 1997 року. Викуп у розмірі 1,5 млн доларів США за команду Масюк виплатив Мост-банк Володимира Гусинського. Президент НТВ Ігор Малашенко заявляв, що за всіма викраденнями в Чечні стоїть віцепрезидент республіки Ваха Арсанов, а він звинувачував Бориса Березовського і Магомеда Толбоева.
На прес-конференції після свого звільнення Масюк заявила:
|  | Зараз журналістам в Чечні робити нічого. Нехай сидять там собі без журналістів. Я, звичайно, не засуджую весь чеченський народ. Але є люди, яких я ненавиджу. Оригінальний текст (рос.) Сейчас журналистам в Чечне делать нечего. Пусть сидят там себе без журналистов. Я, конечно, не осуждаю весь чеченский народ. Но есть люди, которых я ненавижу. |

Олена Масюк пояснювала своє перебування на чеченській стороні наступними причинами:
|  | Власне кажучи, і телекомпанія НТВ працювала на чеченській стороні якраз тому, що не було об'єктивної інформації з боку федеральних військ, ніхто цього не давав, і виключно Перші і Другі канали сиділи в штабі і отримували інформацію, яку їм давали. І інформація була нудна, і найголовніше, неправдива. НТВ була з цим згодна, тому журналісти працювали і здобували самі інформацію. Оригінальний текст (рос.) Собственно говоря, и телекомпания НТВ работала на чеченской стороне как раз потому, что не было объективной информации со стороны федеральных войск, никто этого не давал, и исключительно Первые и Вторые каналы сидели в штабе и получали информацию, которую им давали. И информация была скучнейшая, и самое главное, неправдивая. НТВ не была с этим согласна, поэтому журналисты работали и добывали сами информацию. |

26 червня 2004 року в прямому ефірі радіостанції «Ехо Москви» журналістка Юлія Латиніна заявила, що викрадення Масюк виявило «кілька неприємних речей для нашої ліберальної інтелігенції, яка бачила в чеченців борців проти режиму» — Масюк, людина, «яка зробила чеченську війну такою війною за свободу», ніхто з її чеченських «друзів» не став рятувати, тому що викрадення людей є в Чечні «легітимним бізнесом».

### 2000—2005
У травні 2000 року Масюк перейшла на РТР разом з кореспондентом НТВ Аркадієм Мамонтовим і через кілька місяців після переходу туди колишнього генерального директора цього телеканалу Олега Добродєєва. Працювала на посаді радника голови ВГТРК і керівника Студії «Авторська програма Олени Масюк». Разом з Мамонтовим і ще кількома журналістами була автором документальних фільмів, що виходили в рамках проекту «Большой репортаж РТР», а також окремо («Страна безмолвия», «Акватория восходящего солнца», «Ханский шатёр», «Кавказский полумесяц» тощо). Пішла з телеканалу в квітні 2005 року, після того, як стало відомо, що керівництво телеканалу відмовилося ставити її авторські фільми в сітку ефірного телемовлення.

### 2006—2018
З 2006 по 2009 рік — викладач факультету журналістики МГУ ім. М. В. Ломоносова, автор ряду статей в журналі The New Times.
З 2009 по 2010 рік — декан факультету журналістики Московського інституту телебачення і радіомовлення «Останкіно».
У 2010 році — автор і ведуча програми «Личность» на телеканалі СТРИМ. У 2011 році — автор і ведуча програми «Свой взгляд с Еленой Масюк» на телеканалі «Первый канал. Всемирная сеть».
З 2012 року — оглядач «Нової газети».
З 2012 по 2018 рік — член Ради при Президенті РФ з розвитку громадянського суспільства і прав людини.

## Нагороди і премії
- Премія ТЕФІ в номінації «За мужність і професіоналізм» (1995[27], 1998[28]);
- Премія ім. Дмитра Холодова за репортажі з Чечні (1995);
- Премія Спілки журналістів Москви за репортажі з Чечні (1995);
- Міжнародна премія МАНА за репортажі з Чечні (1996);
- Міжнародна премія за свободу преси[en]  від Комітету захисту журналістів (1997);
- Премія університету Джонса Гопкінса за заслуги в міжнародній журналістиці (1998);
- Премія ТЕФІ в номінації «Журналістське розслідування» (2002[29], 2002[30], 2004[31]);
- Двічі лауреат Національної премії громадського визнання досягнень жінок «Олімпія» Російської Академії бізнесу та підприємництва (2001, 2002);
- Золота премія Міжнародного кіно-відео фестивалю (Х'юстон, США; 2005);
- Премія Нью-Йоркського Телевізійного фестивалю (2005);
- Премія Московської Гельсінкської групи в області захисту прав людини в номінації «За журналістську діяльність з просування цінностей прав людини» (2016)[32];
- Премія ім. А. Д. Сахарова «За журналістику як вчинок-2018»[33].